# Urschak
Der Urschak (russisch Урша́к; baschkirisch Өршәк) ist ein linker Nebenfluss der Belaja in Baschkortostan im europäischen Teil Russlands.
Der Urschak entspringt im Südwesten von Baschkortostan. Er fließt in überwiegend nördlicher Richtung. Der Urschak trifft südlich der Großstadt Ufa linksseitig auf die Belaja. Der Fluss hat eine Länge von 193 km. Er entwässert ein Areal von 4230 km². Der mittlere Abfluss des Urschak beträgt 13,5 m³/s. Zwischen November und Ende April ist der Urschak eisbedeckt.